# L'Imprudence (Tourgueniev)
Pour les articles homonymes, voir L'Imprudence.
L'Imprudence (Неосторожность) est une pièce de théâtre écrite par Ivan Tourgueniev en 1843 et qui n'a pas été montée de son vivant.

## Personnages
- Don Balthazar d’Estouriz, le mari, 55 ans.
- Dona Dolorès, sa femme, 27 ans
- Don Pablo Sangré, l'ami de Don Bathalzar, 40 ans
- Don Raphaël de Louna, libertin, 30 ans
- Marguerite, domestique, 59 ans

## Résumé

### Premier tableau
- Une rue devant la maison de campagne de Don Balthazar

Dona Dolorès s'ennuie chez elle, son vieux mari, Don Balthazar la tient enfermée sous la surveillance de Marguerite, la domestique. En se promenant dans le jardin, elle entend une voix dans la rue en contrebas, c'est le jeune et beau Don Raphaël, il se meurt d’amour pour elle. Elle prend plaisir à ses paroles enjôleuses et il grimpe dans le jardin la rejoindre, mais elle fuit dans sa chambre.
Don Raphaël ne peut sortir du jardin car Marguerite qui a tout entendu l'y a enfermé. Arrive Don Balthazar, Marguerite le prévient et de rage il prévoit avec l’aide de son ami Don Pablo d’occire l’homme enfermé dans le jardin.

### Deuxième tableau
- Le jardin

Dona Dolorès s’entretient depuis la fenêtre de sa chambre avec Don Raphaël enfermé dans le jardin, le seul moyen pour lui de sortir est de passer par la chambre de Dona Dolorès. Elle y consent, après quelques hésitations et la promesse de Don Raphaël qu'il repartira aussitôt, celui-ci entendant aboyer les chiens du jardinier est prêt à beaucoup promettre.

### Troisième tableau
- La chambre de Dona Dolorès

Don Raphaël, contrairement à sa promesse, ne part pas, mais il est obligé de se cacher dans la chambre de Dona Dolorès quand ils entendent Don Balthazar arriver. Ce dernier annonce à sa femme qu'il doit passer la nuit dehors et la quitte. Don Raphael fait une déclaration d’amour à Dona Dolorès et quitte la chambre. Il est arrêté par Don Pablo qui se contente de le reconduire dans la rue. Restée seule avec Marguerite, Dona Dolorès tombe à ses genoux, Marguerite lui jette à la figure la haine qu’elle éprouve à son égard. Don Pedro revient avec Don Balthazar, on comprend qu’ils suivent un plan préparé par Don Pedro et que Don Balthazar qui a tout écouté des conversations entre Don Raphael et Dona Dolorès est assez satisfait de l’attitude de sa femme. Don Pedro a demandé à Don Balthazar l'autorisation d’avoir une discussion en tête à tête avec sa femme, seul avec elle, il lui avoue qu’il l’aime depuis deux ans, qu’elle le tourmente par sa froideur à son égard et qu’il va la tuer. Elle se moque de lui, il la tue et avoue à Don Balthazar qui a forcé la porte qu'il aimait sa femme.

### Épilogue
Dix ans plus tard, Don Pablo est un fonctionnaire important.

## Extraits
- Don Pablo à Dona Dolorès : « D'ailleurs notre entretien sera tellement bref, d’une part, et, d’autre part tellement intéressant pour vous et pour moi que vous n’aurez a éprouver ni ennui ni fatigue. Vous avez peur de moi, Señora, je le sais, mais vous avez peur de moi comme d’un homme austère et sévère, pas comme d’un homme grossier et désagréable ».
- Dona Dolorès à Don Pablo : « Monsieur, vous êtes rusé, arrogant, silencieux et timide. Les femmes n’aiment point ce genre là ».

## Édition française
- Ivan Tourgueniev, Théâtre complet, tome 1, traduit par Georges Daniel, L'Arche, Paris, 1964.